# Ernst Huber (Politiker, 1902)

Ernst Huber

Ernst Karl Huber (* 18. Januar 1902 in Oberbrändi; † 23. Dezember 1982 in Tuttlingen) war ein deutscher Politiker (NSDAP, Gesamtdeutsche Partei).

## Leben und Wirken
Nach dem Besuch der Realschule in Tuttlingen in den Jahren 1910 bis 1917 wurde Ernst Huber von 1917 bis 1921 an den evangelischen Lehrerseminaren in Nagold und Heilbronn ausgebildet. Nach Ablegung der Ersten Volksschuldienstprüfung war Huber als Hilfsarbeiter in einer Tuttlinger Fabrik beschäftigt und arbeitete anschließend als Lehrer in Marschalkenzimmern, Tuttlingen, Meßstetten und Erkenbrechtsweiler.
Zum 23. September 1925 trat Huber in die NSDAP ein (Mitgliedsnummer 19.289): Für diese fungierte er von 1929 bis 1933 als Bezirks- oder Kreisleiter der mittleren Alb, dann von 1932 bis 1935 als Kreisleiter von Reutlingen. Im Oktober 1932 übernahm er außerdem das Amt des Gauobmanns des NS-Lehrerbundes. Im Jahr 1933 wurde er schließlich mit dem Posten des Gauamtsleiters des Amtes für Erzieher betraut. Ab Anfang Juni 1939 leitete er das Amt Aktive Schulung im Hauptschulungsamt der NSDAP-Reichsorganisationsleitung. Er wurde zum Reichsamtsleiter befördert.
Nachdem Huber von April 1932 bis zur Auflösung dieser Körperschaft Mitglied des Württembergischen Landtages gewesen war, gehörte er von November 1933 bis zum Ende der NS-Herrschaft im Frühjahr 1945 dem nationalsozialistischen Reichstag als Abgeordneter für den Wahlkreis 31 (Württemberg) an.
Nach dem Zweiten Weltkrieg arbeitete er als Versicherungsvertreter in Tuttlingen. Er war 1956 und 1960 Landtagskandidat des Gesamtdeutscher Blocks/Bund der Heimatvertriebenen und Entrechteten. Für die Gesamtdeutsche Partei kandidierte er bei der Bundestagswahl 1961 erfolglos im Wahlkreis Rottweil.